# Прогрессивно-консервативная партия Альберты
Прогрессивно-консервативная партия Альберты (Прогрессивно-консервативная ассоциация Альберты, англ. The Progressive Conservative Association of Albert) — правоцентристская региональная партия провинции Альберта, находилась у власти с 1971 по 2015 год. В июле 2017 объединилась с Партией шиповника в Объединённую консервативную партию.

## История
Была создана в 1905 году после распада либерально-консервативной партии Северо-Западных территорий. На то время основной разницей между прогрессивно-консервативной партией и Либеральной партией Альберты было то, что тори считали, что каждая провинция сама должна распоряжаться своими ресурсами.
На выборах 1913 года тори достигли прорыва, завоевав 18 мест и 45 % голосов. Несмотря на этот результат, и даже лучший результат в 1917, они были ещё не в состоянии победить либералов. Тори потом разделились на «традиционных» и «радикальных».

## Современность
4 апреля 2006 года тогдашний лидер партии Ральф Клейн объявил, что желает уйти в отставку с должности премьера Альберты. После двух туров выборов четырнадцатым премьером Альберты стал канадец украинского происхождения Эдвард Стельмах.
25 января 2011, Стельмах заявил о своем намерении уйти с поста лидера партии и премьер-министра до следующих провинциальных выборов в результате спора со своим министром финансов, Тедом Мортоном из-за бюджета провинции. Стельмах официально ушёл в отставку в сентябре 2011 года.
На выборах в Законодательное собрание Альберты 5 мая 2015 года победила левоцентристская Новая демократическая партия Альберты, получившая 40,57 % голосов и 53 места из 87, её лидер Рэйчел Ноутли сформировала правительство Альберты. Правая Партия шиповника набрала 24,23 % голосов и 21 место и сохранила статус официальной оппозиции, который впервые получила на предыдущих выборах. Прогрессивно-консервативная ассоциация Альберты, которую возглавлял премьер-министр правительства провинции Джим Прентис, оказалась на втором месте по числу голосов (27,8 %), но провела только 10 депутатов. Суммарно две правые партии набрали 52 % голосов, но в условиях мажоритарной избирательной системы дробление голосов между двумя правыми партиями привело к власти левоцентристов.

## Премьер-министры Альберты — лидеры Прогрессивно-консервативной ассоциации
- Питер Лохид — премьер-министр в 1971—1985
- Дон Гетти — премьер-министр в 1985—1992
- Ральф Клейн — премьер-министр в 1992—2006
- Эдвард Стельмах — премьер-министр в 2006—2011
- Элисон Редфорд — премьер-министр в 2011—2014
- Дэв Хэнкок — премьер-министр в 2014
- Джим Прентис — премьер-министр в 2014—2015

## Ссылка
- Официальный сайт партии